# Lisa Jayne Campbell
Lisa Jayne Campbell (* 1. Mai 1968 in Frankston, geborene Lisa Bryant) ist eine australische Badmintonspielerin.

## Karriere
Lisa Campbell nahm 1996 an Olympia teil. Im Einzel wurde sie dabei 33. und im Mixed mit Murray Hocking 17. in der Endabrechnung. Erfolgreicher war sie bei den Australian International, die sie insgesamt sechs Mal gewinnen konnte.

## Sportliche Erfolge
| Saison | Veranstaltung                 | Disziplin   | Platz | Name                            |
| ------ | ----------------------------- | ----------- | ----- | ------------------------------- |
| 1991   | New Zealand Open              | Mixed       | 1     | Peter Blackburn / Lisa Campbell |
| 1992   | Australian International      | Damendoppel | 1     | Amanda Hardy / Lisa Campbell    |
| 1993   | Australian International      | Damendoppel | 1     | Amanda Hardy / Lisa Campbell    |
| 1994   | Australian International      | Dameneinzel | 1     | Lisa Campbell                   |
| 1995   | Australian International      | Dameneinzel | 1     | Lisa Campbell                   |
| 1995   | Auckland International        | Dameneinzel | 2     | Lisa Campbell                   |
| 1995   | South Australia International | Dameneinzel | 1     | Lisa Campbell                   |
| 1996   | Australian Open               | Dameneinzel | 1     | Lisa Campbell                   |
| 1996   | Olympia                       | Dameneinzel | 33    | Lisa Campbell                   |
| 1996   | Olympia                       | Mixed       | 17    | Murray Hocking / Lisa Campbell  |
| 1997   | Australian International      | Mixed       | 1     | Murray Hocking / Lisa Campbell  |